# František Bradáč
František Bradáč (* 28. srpna 1956 Velké Meziříčí) je český politik a investiční technik, v letech 2014 až 2020 senátor za obvod č. 51 – Žďár nad Sázavou, v letech 2004 až 2008 a opět 2012 až 2020 zastupitel Kraje Vysočina, v letech 1997 až 2010 starosta města Velké Meziříčí, člen KDU-ČSL.

## Život
Vystudoval elektroenergetiku na Fakultě elektrotechnické Vysokého učení technického v Brně (získal titul Ing.).
Před vstupem do politiky pracoval 17 let v podniku Kablo. Po konci ve funkci starosty se živil jako investiční technik (manažer investic) ve společnosti nkt cables.
František Bradáč je ženatý a má čtyři děti. Žije ve Velkém Meziříčí.

## Politické působení
Od roku 1990 je členem KDU-ČSL.
Do politiky vstoupil, když byl v komunálních volbách v roce 1994 zvolen za KDU-ČSL do Zastupitelstva města Velké Meziříčí na Žďársku. Mandát zastupitele města obhájil v komunálních volbách v roce 1998, 2002, 2006 a 2010. V letech 1994 až 1997 navíc vykonával funkci místostarosty města a následně až do roku 2010 post starosty města Velké Meziříčí. V zastupitelstvu města dále působí jako předseda finančního výboru. V komunálních volbách v roce 2014 opět vedl kandidátku KDU-ČSL a obhájil post zastupitele města. Ve volbách v roce 2018 již nekandidoval.
V krajských volbách v roce 2004 byl zvolen za KDU-ČSL do Zastupitelstva Kraje Vysočina (působil jako člen dopravní komise). Ve volbách v roce 2008 se mu však nepodařilo mandát obhájit. Krajským zastupitelem se tak znovu stal až po volbách v roce 2012. V zastupitelstvu působí jako člen Finančního výboru. Ve volbách v roce 2016 mandát krajského zastupitele obhájil (původně figuroval na 11. místě kandidátky, vlivem preferenčních hlasů však skončil druhý). Také ve volbách v roce 2020 mandát krajského zastupitele obhajoval, ale tentokrát neuspěl.
Ve volbách do Poslanecké sněmovny PČR v roce 2013 kandidoval za KDU-ČSL v Kraji Vysočina, ale neuspěl.
Ve volbách do Senátu PČR v roce 2014 kandidoval za KDU-ČSL v obvodu č. 51 – Žďár nad Sázavou. Se ziskem 20,70 % hlasů skončil v prvním kole na 2. místě a postoupil tak do druhého kola. V něm porazil sociální demokratku a dosavadní senátorku Dagmar Zvěřinovou se ziskem 53,22 % hlasů a stal se tak senátorem. Funkci vykonával jedno období do roku 2020, ve volbách do Senátu PČR v roce 2020 již nekandidoval.